# Estadio Ramón Sánchez Pizjuán
Estadio Ramón Sánchez Pizjuán er et fodboldstadion i Sevilla i Spanien med plads til 45.500 tilskuere. Det blev færdigbygget i 1957.
Estadio Ramón Sánchez Pizjuán afløste byens tidligere stadion, Estadio Nervion, som var et multifunktionelt stadion, opført i 1928 med plads til 20.000 tilskuere. 
I 1958 lukkede man definitivt Estadio Nervion. Ved denne lejlighed kunne man samtidig indvie og påbegynde ibrugtagelsen af Estadio Ramón Sánchez Pizjuán.

## Sevilla FC
Estadio Ramón Sánchez Pizjuán er hjemmebane for fodboldklubben Sevilla FC.
Sevilla FC blev spansk ligamester i 1946. Yderligere er klubben blevet nationale pokalvindere af Copa del Rey 4 gange i alt. Det var i årene 1935, 1939, 1948 og 2007. Derudover vandt Sevilla FC UEFA Cuppen to år i træk med danske Christian Poulsen på holdet. Det var i henholdsvis 2006 og 2007.

## Prominente opgør på stadion
I 1982, da verdensmesterskabet i fodbold blev afholdt i Spanien, dannede Estadio Ramón Sánchez Pizjuán rammen om semifinaleopgøret mellem Vesttyskland og Frankrig. 
I 1986 lagde dette stadion desuden græstæppe til afviklingen af Europa Cup Finalen mellem Steaua Bukarest og F.C. Barcelona.

## Stadionslegenden
På grund af manglende interesse for det spanske fodboldlandshold i Madrid og Barcelona, hvor befolkningen typisk går mere op i at støtte byens lokale fodboldklubber, afvikler det spanske fodboldlandshold derfor hovedparten af sine hjemmebanekampe på på netop Ramón Sánchez Pizjuán. 
I denne forbindelse knytter der sig en særlig legende til netop dette sevillanske fodboldstadion. Fortællingen er den, at det spanske fodboldlandshold aldrig har tabt en betydningsfuld, international kamp på denne bane.
Det spanske fodboldlandshold er da også blevet kaldt Danmarks onde ånd, hvilket skyldes de mange afgørende nederlag til Spanien, som Danmark har lidt i vigtige kvalifikationskampe på netop dette stadion.

## Den Spanske Heksekedel
En anden afgørende faktor, når det gælder beslutningen om at afvikle de spanske landsholdskampe på Ramón Sánchez Pizjuán, skal findes i den meget indlevende og passionable tilskuermentalitet, der hersker blandt de sevillanske fodboldfans.
Fanskarernes til tider enormt ophidsede sindsstemning under afviklingen af en fodboldkamp, gør det særligt svært for et modstanderhold at spille på denne bane.
Af denne grund går Estadio Ramón Sánchez Pizjuán også under den mere folkelige betegnelse "Den Spanske Heksekedel".
Blandt byens lokale kendes stadionet også under øgenavnet "La Bombonera".
37°23′02″N 5°58′14″V / 37.38388°N 5.97047°V